# Домброва-Білостоцька (гміна)
Гміна Домброва-Білостоцька (пол. Gmina Dąbrowa Białostocka) — місько-сільська гміна у східній Польщі. Належить до Сокульського повіту Підляського воєводства.
Станом на 31 грудня 2011 у гміні проживало 12515 осіб.

## Територія
Згідно з даними за 2007 рік площа гміни становила 263.95 км², у тому числі:
- орні землі: 75.00%
- ліси: 16.00%

Таким чином, площа гміни становить 12.85% площі повіту.

## Населення
Станом на 31 грудня 2011:
| Опис     | Загалом | Загалом | Чоловіки | Чоловіки | Жінки | Жінки |
| -------- | ------- | ------- | -------- | -------- | ----- | ----- |
| одиниця  | осіб    | %       | осіб     | %        | осіб  | %     |
| все      | 12515   | 100     | 6219     | 49.69    | 6296  | 50.31 |
| міське   | 6067    | 100     | 2935     | 48.38    | 3132  | 51.62 |
| сільське | 6448    | 100     | 3284     | 50.93    | 3164  | 49.07 |

## Сусідні гміни
Гміна Домброва-Білостоцька межує з такими гмінами: Ліпськ, Новий Двур, Сідра, Суховоля, Штабін, Янув.